# إف. إل. لوكاس
إف. إل. لوكاس (بالإنجليزية: F. L. Lucas)‏ (28 ديسمبر 1894 في المملكة المتحدة - 1 يونيو 1967، كامبريدج في المملكة المتحدة)؛ شاعر، ضابط استخبارات، كاتب مسرحي وروائي بريطاني. درس في كلية الثالوث.

## روابط خارجية
- إف. إل. لوكاس على موقع ميوزك برينز (الإنجليزية)